# Cheapside, Berkshire
Cheapside är en by i kommunen Windsor and Maidenhead i Berkshire grevskap i England. Byn är belägen 23,7 km 
från Reading. Orten har 724 invånare (2015).